# سپ (استان اشوی‌داشکسیه)
سپ (به لهستانی: Sęp) یک منطقهٔ مسکونی در لهستان است که در گمینا رادوشتسه واقع شده‌است. سپ ۹۰ نفر جمعیت دارد.